# Tempaku-ku
Tempaku (天白区, Tempaku-ku) est l'un des seize arrondissements de la ville de Nagoya au Japon. Il est situé à l’est de la ville.
En 2016, sa population est de 162 947 habitants pour une superficie de 21,58 km2, ce qui fait une densité de population de 7 550 hab./km2.

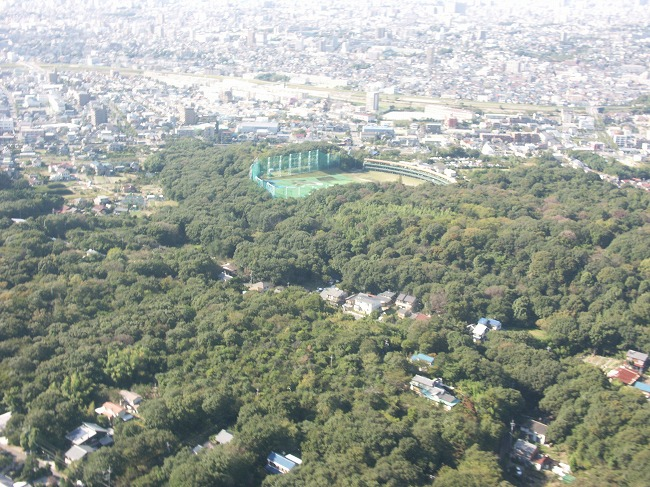
Vue de l'arrondissement.

## Histoire
Tempaku était un village qui a été intégré à Nagoya et à l’arrondissement de Shōwa en 1955. En 1975, ce dernier a été coupé en deux, créant l'arrondissement de Tempaku.

## Transport publics
L'arrondissement est desservi par les lignes Tsurumai et Sakura-dōri du métro de Nagoya.